# Astrid Seeberger
Astrid Dagmar Barbara Seeberger, född 9 december 1949 i Tyskland, är en svensk läkare och författare.
Astrid Seeberger växte upp i Stuttgart i Tyskland och flyttade till Sverige efter sin studentexamen 1967, dit hon kommit på ett litterärt stipendium. Hon utbildade sig först i teater- och filmvetenskap och filosofi, med en kandidatexamen, och därefter till läkare. Hon är docent i njurmedicin vid Karolinska institutet och överläkare på Karolinska universitetssjukhuset i Stockholm.